# Вулиця Героїв України (Калуш)
Вулиця Героїв України є важливою вулицею для Калуша, оскільки поєднує вузлове транспортне кільце з важливими перехрестями (Січових Стрільців — Євшана, Вітовського).

## Розташування
Починається від транспортного кільця, яке з'єднує низку вулиць (Л. Українки, Ринкова, Хіміків, Хмельницького, Героїв України). До нього також прилягає провулок Шкільний.
Вулиця Героїв України перетинає перехрестя вулиць Січових Стрільців — Євшана і впирається у вулицю Вітовського.
Вулиця є ділянкою Автошляху Р 84.

## Історія
Заснована як вулиця Погиблиця колонії Новий Калуш, з 1925 р. належала до міста. В реєстрі вулиць Калуша 1940 року мала № 50, знаходились садиби № 949—973. Комуністичний режим 14.03.1947 перейменував вулицю на честь Пушкіна.
Замість садиб вулиця забудована протягом 60-их — 90-их рр. багатоповерхівками.
27.04.2023 після тридцятирічних дискусій вулиця отримала нову назву — Героїв України.

## Сьогодення
Вулиця Героїв України представлена багатоповерховою забудовою.
На перших поверхах частини з багатоповерхівок розташовані нежитлові приміщення, в яких діють різнопрофільні комерційні заклади. Найбільшим продуктовим магазином на вулиці є супермаркет Вопак (колишній Фаворит). На вулиці діє низка аптек, різноманітних магазинів, відділення Приватбанку, поштове відділення. До середини 2010-их рр. на вулиці діяла калуська Автостанція № 2, яка формально припинила роботу, а фактично залишилась місцем зупинки міжміських автобусів. На вулиці розташована велика відпочинкова зона, реконструйована завдяки ВАТ Карпатнафтохім. До помаранчевої революції російські власники Карпатнафтохіму палали бажанням також звести тут пам’ятник Пушкіну, але не отримали згоди депутатів міськради.

## Світлини

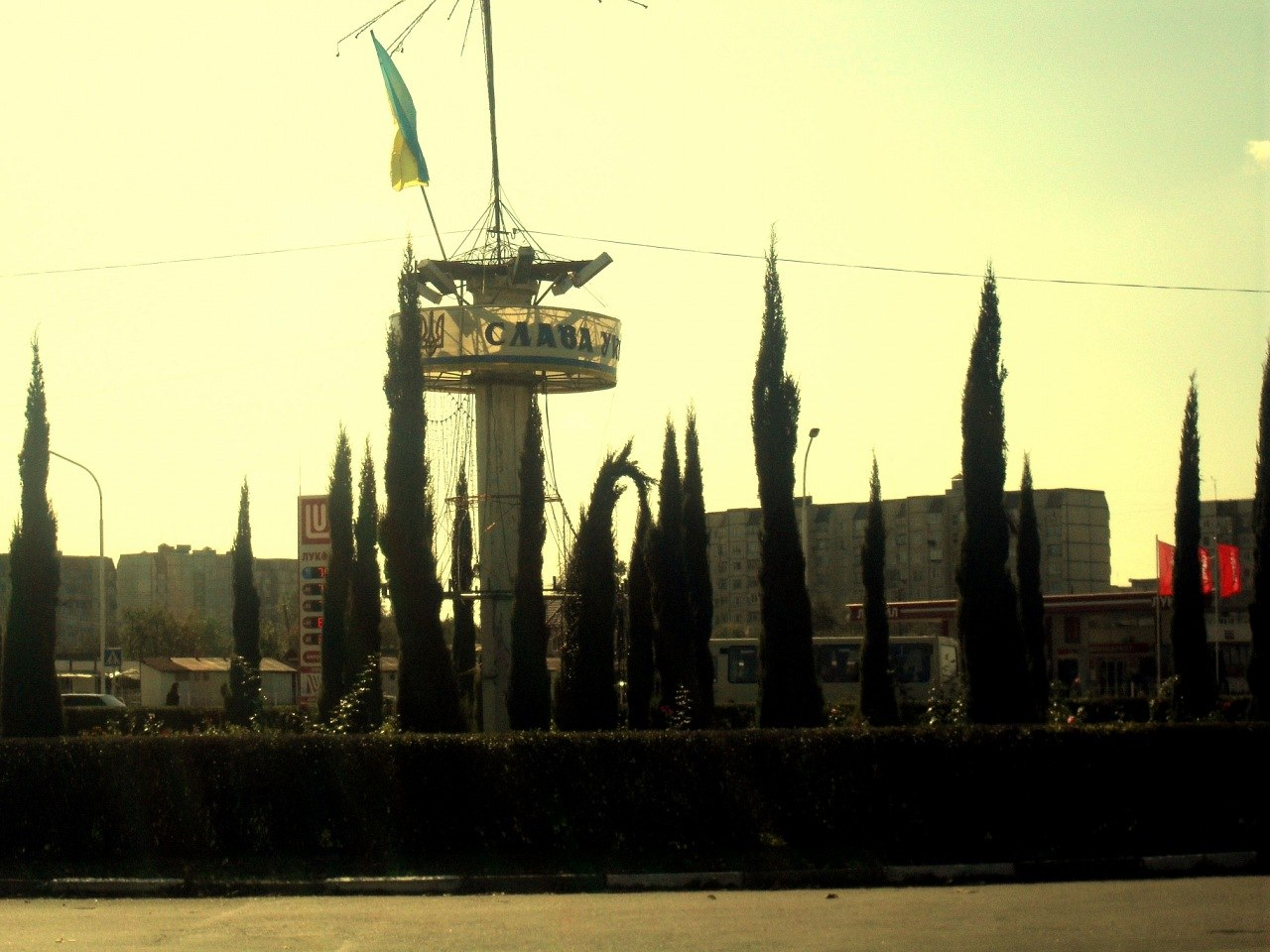
Транспортне кільце